# Recopa da CONCACAF
A CONACAF Copa dos Campeões de Copas Recopa da CONCACAF foi um torneio internacional oficial de futebol entre clubes, realizado anualmente pela CONCACAF. O torneio foi realizado de 1991 a 1998, sendo que as três últimas edições foram abandonadas pelos clubes e encerradas antes da final. Era disputada pelos campeões das copas nacionais de cada país, o que se tornou um problema uma vez que alguns países participantes não possuíam uma copa nacional. Em 2001, a Recopa da CONCACAF foi trocada pela Copa Gigantes da CONCACAF.

## Campeões
| Ano           | Campeão                                      | Placar                                       | Vice                                         | 3º Lugar                | 4º Lugar        |
| 1991 Detalhes | Atlético Marte                               | Fase Final                                   | Comunicaciones                               | Universidad Guadalajara | Racing Gonaïves |
| 1992          | Não realizado                                | Não realizado                                | Não realizado                                | Não realizado           | Não realizado   |
| 1993 Detalhes | Monterrey                                    | Fase Final                                   | Real España                                  | Luis Ángel Firpo        | Suchitepéquez   |
| 1994 Detalhes | Necaxa                                       | 3 - 0                                        | Aurora                                       | Real Maya               | Lambada         |
| 1995 Detalhes | Tecos                                        | 2 - 1                                        | Luis Ángel Firpo                             | Marathón                | Jong Colombia   |
| 1996 Detalhes | Abandonado                                   | Abandonado                                   | Abandonado                                   | Abandonado              | Abandonado      |
| 1997 Detalhes | A final entre Olimpia e Necaxa foi cancelada | A final entre Olimpia e Necaxa foi cancelada | A final entre Olimpia e Necaxa foi cancelada | Cruz Azul               | Platense        |
| 1998 Detalhes | Abandonado                                   | Abandonado                                   | Abandonado                                   | Abandonado              | Abandonado      |

### Títulos por clube
| Clube             | País        | Títulos  | Vices    |
| ----------------- | ----------- | -------- | -------- |
| Atlético Marte    | El Salvador | 1 (1991) | 0        |
| Monterrey         | México      | 1 (1993) | 0        |
| Necaxa            | México      | 1 (1994) | 0        |
| Tecos Fútbol Club | México      | 1 (1995) | 0        |
| Aurora            | Guatemala   | 0        | 1 (1994) |
| Comunicaciones    | Guatemala   | 0        | 1 (1991) |
| Luis Angel Firpo  | El Salvador | 0        | 1 (1995) |
| Real España       | Honduras    | 0        | 1 (1993) |

### Títulos por país
| Clube       | Títulos | Vices |
| ----------- | ------- | ----- |
| México      | 3       | 0     |
| El Salvador | 1       | 1     |
| Guatemala   | 0       | 2     |
| Honduras    | 0       | 1     |